# Yangzhou
Yangzhou, Vereenvoudigd Chinees: 扬州, Traditioneel Chinees: 揚州, pinyin: Yángzhōu, vroegere spellingswijzen: Yang-chou, Yangchow, letterlijk 'De Rijzende Prefectuur', is een stadsprefectuur in het midden van de oostelijke provincie Jiangsu, in de Volksrepubliek China. Het heeft 4.559.797 inwoners, waarvan er 2.067.254 in de stad zelf wonen (2020).
Yangzhou was door zijn ligging aan het Grote Kanaal van China een belangrijke stad. Marco Polo heeft de stad al in de 13e eeuw bezocht. Het heeft evenals Suzhou beroemde klassieke tuinen. Het had tot aan het begin van de 21e eeuw geen spoorwegstation en er is bijna geen hoogbouw. De stad heeft een interessante keuken.
Het ligt ten noorden van de Yangtze en naast het Grote Kanaal. Het grenst in het zuidwesten aan de provinciehoofdstad Nanjing, in het noorden aan Huai'an, in het noordoosten aan Yancheng, in het oosten aan Taizhou en aan de overkant van de Yangtze in het zuiden aan Zhenjiang.
Yangzhou heeft met een groot aantal steden in de wereld een stedenband, met meer dan 20 steden.

## Administratie
De stadsprefectuur Yangzhou beheert zeven regios, waaronder drie steden en een arrondissement.
- District Guangling 广陵区
- District Hanjiang 邗江区
- District Jiangdu 江都区
- Stad Gaoyou 高邮市
- Stad Yizheng 仪征市
- Arrondissement Baoying 宝应县

Deze zijn verder onderverdeeld in 98 gemeenten, waaronder 87 steden en dorpen en 11 subdisctricten.

## Economie
De CITIC Pacific Special Steel Group heeft in Yangzhou een grote fabriek waar ijzererts wordt verwerkt ten behoeve van de staalindustrie.

## Geboren
- He Yin Zhen omstreeks 1884-1920, feministische anarchiste
- Jiang Zemin 1926-2022, president van China
- Hsing Yun 1927-2023, boeddhistische monnik

## Websites
- Brittanica. Yangzhou China.